# Odevzdání pozůstalosti
Jako odevzdání pozůstalosti (nebo odevzdání dědictví) se v právních řádech, ve kterých se dědictví nenabývá smrtí zůstavitele, označuje přechod dědictví na dědice. Odevzdáním pozůstalosti dědic nabyl majetek náležející do dědictví nebo jeho část. Pozůstalost odevzdal dědicům soud doručením odevzdací listiny, která měla z procesního hlediska formu usnesení. Majetek zanechaný zůstavitelem se v období mezi jeho úmrtím a odevzdáním pozůstalosti dědicům označoval jako ležící pozůstalost.
V českých zemích tento institut existoval do 31. prosince 1950. Jeho užití však přichází v úvahu i v současnosti v případech tzv. dodatečného projednání dědictví po osobě zemřelé do 31. prosince 1950, ve kterém soud postupuje podle právní úpravy účinné ke dni úmrtí zůstavitele.